# セヴァラ・ナザルハン
セヴァラ・ナザルハン（ラテン文字:Sevara Nazarkhan、ウズベク語: Sevara Nazarxon / Севара Назархон、ロシア語: Севара Назархан）は、ウズベキスタンの歌手、シンガーソングライター、ミュージシャン。彼女の音楽スタイルにはウズベキスタンの伝統音楽と、現代の音楽が取り込まれている。ナザルハンは世界的な名声を手にしており、アフロ・ケルト・サウンド・システムなど国際的に有名なアーティストとのコラボレーションも行なっている。2004年、ナザルハンはイギリスのBBCが発表するBBCラジオ3アワード・フォア・ワールドミュージックにおいて、「最優秀アジア・アーティスト賞」を受賞した。

## 生い立ち・学歴
ナザルハンは1978年にウズベク・ソビエト社会主義共和国（ウズベクSSR）のアンディジャンにて音楽一家の一員として生まれた。彼女の父は国営ラジオ委員会の編集者を務めていた。母親は音楽学校にてウズベキスタンの伝統楽器の演奏方法を指導していた。ナザルハンは国営テレビやラジオ放送において、合奏団の一員、ドゥタール奏者として音楽キャリアを始めることとなった。中学校を卒業すると、彼女はウズベキスタン国立音楽院に入学した。

## キャリア
ナザルハンは2000年に自身のソロ・キャリアを開始した。2003年、彼女はイギリスのレコードレーベル、リアル・ワールド・レコードから、後に大きな評価を得るアルバム『Yoʻl Boʻlsin』をリリースした。このアルバムはフランスの音楽プロデューサー、エクトル・ザズーとの共同制作により生まれた。アルバムのリリース後、彼女はヨーロッパとアジアの広範囲に渡るツアーを行った。彼女はピーター・ガブリエルのツアー「Growing Up Tour 2004」においてもサポート・メンバーとして帯同している。同年、ナザルハンはイギリスのBBCが発表する「BBCラジオ3アワード・フォア・ワールドミュージック」において、「最優秀アジア・アーティスト賞」を受賞した。
2004年、セヴァラは民族音楽の作品集である『Goʻzal Dema』という限定版のアルバムをリリースした。2007年、リアル・ワールド・レコードは彼女の3枚目のアルバム『Sen』をリリースした。このアルバムに収録されている音楽のほとんどはセヴァラ自身が作曲したものである。彼女はこのアルバム制作にあたり、ブルーノ・エリンガムとヴィクター・ソログーブという2人の音楽プロデューサーを迎えた。2009年、セヴァラはロシア語で「А Он Не Пришёл」という曲をリリース、CIS諸国で大きな評価を得た。
セヴァラが2011年に発表したアルバム『Tortadur』は、ウズベキスタンの伝統音楽・古典音楽の作品集であり、アメリカ合衆国で彼女自身のレコード・レーベル、セヴァラミュージック（Sevaramusic）から10月11日に発売された。セヴァラはライブ・レコーディングのセッションに民族楽器演奏者を招待した。このアルバムはオンライン上では扱われていない。

## ディスコグラフィ

### スタジオ・アルバム
- Yoʻl boʻlsin (2003年)
- Goʻzal dema (2004年)
- Sen (2007年)
- Tortadur (2011年)
- Maria Magdalena (2012年)
- Pisma (2013年)

### 参加アルバム&DVD
- Various Artists : Lullabies From The Axis Of Evil (2004年) ※「Peace Song」に参加
- ピーター・ガブリエル : Growing Up Live (2003年) ※DVD。「In Your Eyes」に参加
- アフロ・ケルト・サウンド・システム : Volume 5: Anatomic (2005年) ※「My Secret Bliss」に参加
- ピーター・ガブリエル : Big Blue Ball (2008年) ※「Everything Comes From You」に参加 with リチャード・エヴァンス、廣田丈自、シネイド・オコナー、グオ・ユエ